# جو باربي
جو باربي (بالإنجليزية: Joe Barbee)‏ هو لاعب كرة قدم أمريكية أمريكي، ولد في 30 أغسطس 1933 في كليفلاند في الولايات المتحدة، وتوفي في 12 أغسطس 1969.

## وصلات خارجية
- جو باربي على موقع مرجع كرة القدم المحترفة.كوم (الإنجليزية)